# Jacek Wangin
Jacek Wangin (ur. 1969 w Lidzbarku Warmińskim) − poeta, prozaik, absolwent filologii polskiej Uniwersytetu Gdańskiego.

## Życiorys
Publikował m.in. w „Autografie”, „Frazie”, „FA-arcie”, „Opcjach”, „Studium”, „Pograniczach”. Debiutował w 2003 roku zbiorem opowiadań Gdy wrony zawrócą. W 2007 ukazała się jego powieść Lucka rzecz.
Mieszka i pracuje w Gdańsku.

## Twórczość
- Gdy wrony zawrócą, Gdańsk 2003. ISBN 83-918873-1-6
- Lucka rzecz, Olsztyn 2007. ISBN 978-83-60477-05-2
- Przewrotka, Warszawa 2012. ISBN 978-83-61154-96-9